# René Darbois
Pour les articles homonymes, voir Darbois.
René Darbois (1923-1955) est un aviateur français. Il est l’un des rares pilotes de chasse à avoir volé sur Messerschmitt et sur Spitfire pendant la Seconde Guerre mondiale.

## Biographie
René Pierre Darbois naît à Metz, en Lorraine, le 23 octobre 1923. Comme de nombreux malgré-nous, Darbois est contraint de s'engager dans l'armée allemande, il choisit l'Armée de l'air (Luftwaffe). 
René Darbois termine sa formation de pilote de chasse le 26 juin 1944. Il est affecté provisoirement à Maniago dans la Jagdgeschwader 54. Darbois reçoit son affectation définitive dans le 3e groupe du Jagdgeschwader 4 (III/JG4). Ce groupe du 4e escadron de chasseurs, qui vient d’être formé le 12 juillet 1944 à partir d’éléments du Jagdgeschwader 1, est aussi basé en Italie. 
Le 25 juillet 1944, René Darbois reçoit l’ordre de convoyer son Messerschmitt Bf 109 de Maniago à Ghedia, où se trouve l’escadrille I / JG 77. Alors qu’il vole en formation avec 15 autres Messerschmitt, René Darbois feint un incident pour s’éloigner de ses coéquipiers. Il prend alors de l’altitude à 8 000 m, puis vire au sud vers Naples, derrière les lignes Alliées. À court de carburant, Darbois atterrit finalement sur l’aérodrome de Santa Maria, au nord de Naples, à la grande surprise des soldats du 72e Escadron de liaison de l’US air force. Ayant rejoint les forces alliées, Darbois termine la guerre au-dessus de l’Allemagne, sur un Spitfire V au sein du groupe de Chasse 1/3 Corse. 
Après la guerre, Darbois poursuit sa carrière dans l’Armée de l'air française, où il devient pilote d’hélicoptère en Indochine. Il sauve 561 blessés à l'aide de son hélicoptère et de son équipage mais au prix fort de sa vie. Après avoir servi à Dien Bien Phu, le capitaine Darbois est fait chevalier de la Légion d'honneur par décret du 21 décembre 1954. René Darbois décède à Étampes, le 14 février 1955.  
Le Bf 109 G-6 de René Darbois, en parfait état, est exposé au Smithsonian National Air and Space Museum de Washington.

## Décoration
- Chevalier de la Légion d'honneur